# Roodnekoreoica
De roodnekoreoica (Aleadryas rufinucha) is een zangvogel uit de familie Oreoicidae. Het is een vogel van bergbossen in het centrale bergland van  Nieuw-Guinea.

## Herkenning
De vogel is 16,5 tot 18 cm lang en weegt 38 tot 42 g.  De vogel is overwegend grijsbruin tot olijfkeurig groen van boven en heeft een oranjebruine vlek achter op de kruin (nek), een kleine gele vlek op de keel, onder de snavel, een grijs "gezicht" en is verder vuilwit op de borst en buik met olijfgroene flanken.

## Verspreiding en leefgebied
Deze soort is endemisch in Nieuw-Guinea en telt 3 ondersoorten:
- A. r. rufinucha: noordwestelijk Nieuw-Guinea.
- A. r. niveifrons: centraal Nieuw-Guinea.
- A. r. gamblei: zuidoostelijk en noordoostelijk Nieuw-Guinea.

Het leefgebied bevindt zich in de berggebieden van het hoofdeiland waar de vogel zich ophoudt in montaan bos en secundair bos meestal tussen de 1400 en 2600 m boven de zeespiegel.

## Status
De grootte van de wereldpopulatie is niet gekwantificeerd. Het is geen zeldzame vogel in geschikt leefgebied. Men veronderstelt dat de soort in aantal stabiel is. Om deze redenen staat de Roodnekoreoica als niet bedreigd op de Rode Lijst van de IUCN.